# Мультивак
Мультива́к — вигаданий суперкомп'ютер в декількох науково-фантастичних оповіданнях американського письменника Айзека Азімова. Згідно його автобіографії «In Memory Yet Green», Азімов придумав назву на основі назви UNIVAC, ранньої ЕОМ. Азімов припустив, що «Univac» означає комп'ютер з однією вакуумною трубкою, і вирішив, що комп'ютер з великою кількістю таких трубок буде більш потужним. Пізніше в оповіданні «Останнє запитання», Азімов розшифровує суфікс AC, як «аналоговий комп'ютер».